# Редвуд-Фолс (Міннесота)
Редвуд-Фолс (англ. Redwood Falls) — місто (англ. city) в США, в окрузі Редвуд штату Міннесота. Населення — 5102 особи (2020).

## Географія
Редвуд-Фолс розташований за координатами 44°32′45″ пн. ш. 95°6′16″ зх. д. / 44.54583° пн. ш. 95.10444° зх. д. (44.545861, -95.104532).  За даними Бюро перепису населення США в 2010 році місто мало площу 13,93 км², з яких 13,59 км² — суходіл та 0,34 км² — водойми.

## Демографія
Згідно з переписом 2010 року, у місті мешкали 5254 особи в 2265 домогосподарствах у складі 1341 родини. Густота населення становила 377 осіб/км².  Було 2465 помешкань (177/км²).
Расовий склад населення:
| - 87,8 % — білих - 6,6 % — корінних американців - 0,7 % — азіатів - 0,6 % — чорних або афроамериканців |

До двох чи більше рас належало 3,6 %. Частка іспаномовних становила 3,3 % від усіх жителів.
За віковим діапазоном населення розподілялося таким чином: 24,3 % — особи молодші 18 років, 55,0 % — особи у віці 18—64 років, 20,7 % — особи у віці 65 років та старші. Медіана віку мешканця становила 42,1 року. На 100 осіб жіночої статі у місті припадало 91,1 чоловіків;  на 100 жінок у віці від 18 років та старших — 84,2 чоловіків також старших 18 років.
Середній дохід на одне домашнє господарство  становив 54 222 долари США (медіана — 43 063), а середній дохід на одну сім'ю — 69 135 доларів (медіана — 55 921). Медіана доходів становила 36 065 доларів для чоловіків та 32 019 доларів для жінок. За межею бідності перебувало 11,8 % осіб, у тому числі 15,4 % дітей у віці до 18 років та 8,3 % осіб у віці 65 років та старших.
Цивільне працевлаштоване населення становило 2490 осіб. Основні галузі зайнятості: освіта, охорона здоров'я та соціальна допомога — 23,9 %, мистецтво, розваги та відпочинок — 15,9 %, роздрібна торгівля — 14,1 %, виробництво — 13,1 %.